# David Aganzo
David Aganzo Méndez (sinh ngày 10 tháng 1 năm 1981 ở Madrid) là một cựu tiền đạo tấn công bóng đá Tây Ban Nha và đến tháng 8 năm 2015 thì giải nghệ.

## Các đội tuyển và câu lạc bộ
- 1999-2000:  Real Madrid C
- 1999-2000:  Real Madrid
- 2000:  CF Extremadura mượn từ Madrid
- 2001-2002:  RCD Espanyol mượn từ Madrid
- 2002-2003:  Real Valladolid mượn từ Madrid
- 2003-2004:  Levante UD mượn từ Madrid
- 2004-2006:  Racing de Santander
- 2006 tháng 1-6:  Beitar Jerusalem mượn từ Racing
- 2006 tháng 7 năm 2007:  Racing de Santander
- 2007-nay:  Deportivo Alavés

## Giải thưởng
- Người đoạt giả FIFA World Youth Championship năm 1999